# 17803 Barish
17803 Barish è un asteroide della fascia principale. Scoperto nel 1998, presenta un'orbita caratterizzata da un semiasse maggiore pari a 2,4766249 UA e da un'eccentricità di 0,1785143, inclinata di 1,94333° rispetto all'eclittica.